# Charles Moss
Charles Moss (ur. 6 marca 1882 w Ascott-under-Wychwood, zm. 25 lipca 1963 w Solihull) – brytyjski kolarz szosowy, srebrny medalista olimpijski.

## Kariera
Największy sukces w karierze Charles Moss osiągnął w 1912 roku, kiedy wspólnie z Leonem Meredithem, Frederickiem Grubbem i Williamem Hammondem zdobył srebrny medal podczas igrzysk olimpijskich w Sztokholmie. Był to jednak jedyny medal wywalczony przez Mossa na międzynarodowej imprezie tej rangi. Na tych samych igrzyskach rywalizacją w indywidualnej jeździe na czas ukończył na osiemnastej pozycji. Nigdy nie zdobył medalu na szosowych mistrzostwach świata.